# Batman (film, 1966)
Pour les articles homonymes, voir Batman (homonymie).
Pour plus de détails, voir Fiche technique et Distribution.
Batman est un film américain, réalisé par Leslie H. Martinson, sorti en 1966.
L'histoire est inspirée du comics éponyme de Bob Kane et Bill Finger, et est l'adaptation de la série télévisée Batman contemporaine sur grand écran avec les mêmes acteurs.

## Synopsis

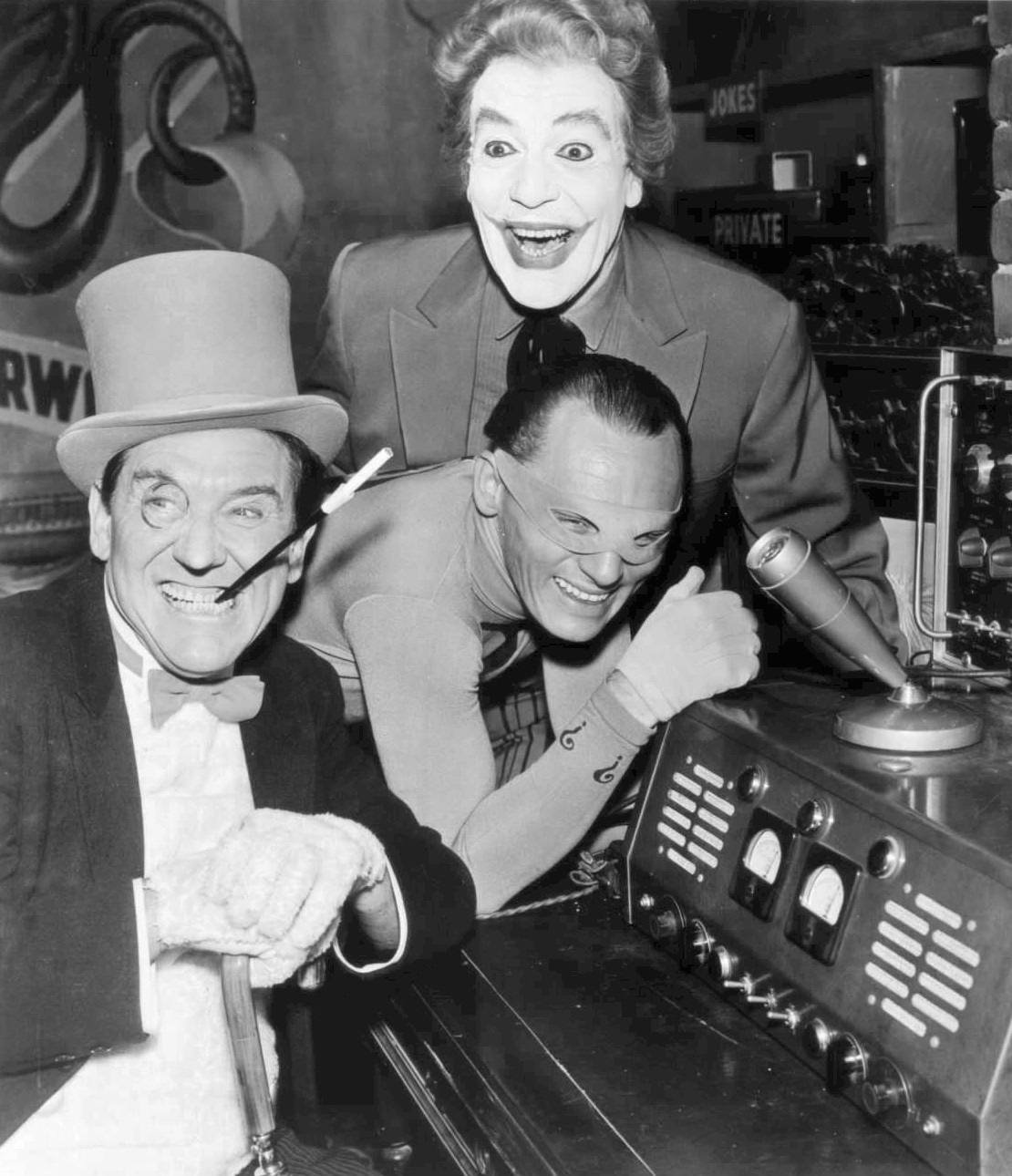
Trois des quatre vilains (le Pingouin, le Joker et le Sphinx) que Batman et Robin affrontent durant le film.

Le Joker, la Femme-chat, le Sphinx et le Pingouin forment une alliance afin de kidnapper un chercheur d'une invention révolutionnaire : un procédé permettant de déshydrater les corps humains jusqu'à l'état de poudre, qui, réhydratée redevient humain. Une fois le forfait commis, le quatuor de super-criminels kidnappent les membres du Conseil de sécurité de l'ONU et utilisent l'invention sur eux. Batman et son compagnon Robin aidés de leur fidèle majordome Alfred Pennyworth doivent alors intervenir.

## Fiche technique
- Titre original : Batman
- Réalisation : Leslie H. Martinson, assisté de Ray Kellogg
- Scénario : Lorenzo Semple Jr.
- Producteur : William Dozier
- Photographie : Howard Schwartz
- Musique : Nelson Riddle et Neal Hefti (Batman Theme)
- Montage : Harry Gerstad
- Couleurs : DeLuxe
- Production : 20th Century Fox
- Distribution : Twentieth Century Fox
- Budget : 1 377 800 $
- Durée : 105 min
- Genre : super-héros, fantastique, action, science-fiction, comédie
- Pays de production :  États-Unis
- Langue : anglais
- Dates de sortie :
  - États-Unis : 30 juillet 1966
  - France : 6 septembre 1967
- Affiches : Raymond Elseviers (Belgique), Enzo Nistri, Giuliano Nistri (Italie)

## Distribution
- Adam West (VF : Marc Cassot) : Bruce Wayne / Batman
- Burt Ward (VF : Georges Poujouly) : Dick Grayson / Robin
- Cesar Romero (VF : Georges Aminel) : Le Joker
- Lee Meriwether (VF : Nadine Alari) : Catwoman
- Burgess Meredith (VF : Roger Carel) : Le Pingouin
- Frank Gorshin (VF : Serge Lhorca) : Le Sphinx
- Alan Napier (VF : René Bériard) : Alfred Pennyworth
- Neil Hamilton (VF : Jean-François Laley) : Commissaire Gordon
- Stafford Repp : Chef O'Hara
- Madge Blake : Tante Harriet Cooper
- Reginald Denny : Commodore Schmidlapp
- Milton Frome (VF : Philippe Dumat) : Vice-amiral Fangschliester
- Gil Perkins : Bluebeard
- Dick Crockett (en) : Morgan
- George Sawaya : Quetch

Acteurs non crédités :
- Wolfe Barzell : le délégué israélien
- Albert Carrier (en) : le délégué français
- Maurice Dallimore : le délégué royaume-Uni
- Gregory Gaye : le délégué soviétique
- Robert Goodwin : le délégué nigérian
- Harry Lauter : Mr. Merrick
- George J. Lewis : le délégué espanol
- Teru Shimada : le délégué	japonais
- William Tannen : le délégué américain
- Emmanuel Thomas : Mr. Stanley
- Ivan Triesault : le délégué allemand occidental

## Production
Initialement prévu pour être un film pilote pour la série télévisée, le film a été produit entre la première et la deuxième saison. Le tournage s'est déroulé du 25 avril au 31 mai 1966 et le film est sorti en juillet.

## Anecdotes autour du film
Le film reproduit le ton kitsch de la série télévisée en adoptant des couleurs criardes et des onomatopées, ainsi que des accessoires au style rétrofuturiste. Ainsi, la Batmobile utilisée dans le film est inspirée d'une Lincoln Futura 1955. Certains des objets utilisés dans le film, comme des ordinateurs ou des armes à feu, ont aussi servi dans des séries de science-fiction, comme Perdus dans l'espace, Au cœur du temps, Au pays des géants et Voyage au fond des mers. Le film partage également des effets avec ces séries. Par exemple, le bruitage du sonar du sous-marin du Pingouin est le même que celui utilisé pour le Neptune dans Voyage au fond des mers.
Lorsque Batman se rend compte que Miss Kitty, dont il est amoureux, est en réalité Catwoman, il est bouleversé. La musique de fond est alors Plaisir d'amour, interprétée par une chanteuse de cabaret mais ni la chanteuse ni la chanson ne sont inscrites au générique. Catwoman est, dans le film, interprétée par Lee Meriwether, car Julie Newmar, qui jouait le rôle dans la série télévisée, n'a pas été prévenue à temps et avait alors signé un contrat pour un autre projet.